# Граб (гмина Кремпна)
Граб (пол. Grab) — село в Польше, находится на территории гмины Кремпна, Ясленского повета, Подкарпатского воеводства.

## География
Село располагается возле польско-словацкой границе в 10 км от Кремпны, в 34 км от Ясло и в 77 км от Жешува. Возле Граба проходит дорога 992 и протекает река Рыяк, являющаяся притоком Вислоки.

## История
В 1769—1770 годах возле села располагался лагерь Барской конфедерации, откуда Казимеж Пулавский совершал набеги на Пильзно и Львов. 13 января 1770 года в районе Граба произошло сражение между конфедератами и российской армией, в результате которого конфедераты потерпели поражение и Казимир Пулавский был ранен. Лагерь конфедератов был почти полностью разрушен. Остатки лагеря были перенесены в окрестности Конечной и Избы.
В 1849 году через Граб проходили российские войска, наступавшие на Австрию для усмирения восстания.
В 1911—1912 годах а Грабе служил православный священник Максим Горлицкий, который занимался среди лемков проповедью православия.

## Население
До конца Второй мировой войны большинство населения составляли лемки. В 1945 году большинство населения села добровольно переехало в СССР. Оставшееся население в 1947 году во время операции «Висла» было переселено на западные земли Польши. В настоящее время в селе проживают поляки и численность населения составляет 65 человек.

## Достопримечательности
- В окрестностях села находятся два кладбища времён Первой мировой войны (Воинское кладбище № 4 (Граб) и Воинское кладбище № 5 (Граб))
- Католическая часовня, построенная в 90-х годах XX столетия.